# Wellman (Iowa)
Wellman – miasto w Stanach Zjednoczonych, w stanie Iowa, w hrabstwie Washington. Zgodnie ze spisem statystycznym z 2000 roku, miasto liczyło 1 393 mieszkańców.